# Couvent Saint-Jean-Baptiste et Saint-Antoine de Zemun
Le couvent Saint-Jean-Baptiste et Saint-Antoine (en serbe cyrillique : Самостан Светог Ивана Крститеља и Антуна ; en serbe latin : Samostan Svetog Ivana Krstitelja i Antuna) est un couvent franciscain situé à Belgrade, la capitale de la Serbie, dans la municipalité urbaine de Zemun.
Le couvent se trouve à l'angle des rues Štrosmajerova et Svetosavska.

## Les Franciscains à Zemun
La présence des Franciscains à Zemun est mentionnée pour la première fois en 1344 mais leur arrivée remonte sans doute à la fin du XIIIe siècle. En 1453, Zemun fut ravagée par les Ottomans et les Franciscains quittèrent la ville. Après la conquête de Belgrade par Eugène de Savoie en 1717, les Franciscains y construisirent un couvent mais la ville fut reprise par les Turcs en 1739 et les Franciscains s'installèrent alors à Zemun demeurée autrichienne ; entre 1750 et 1752, il y édifièrent un couvent et une église dédiée à Saint Jean-Baptiste.

## XVIIIeet XIXesiècles

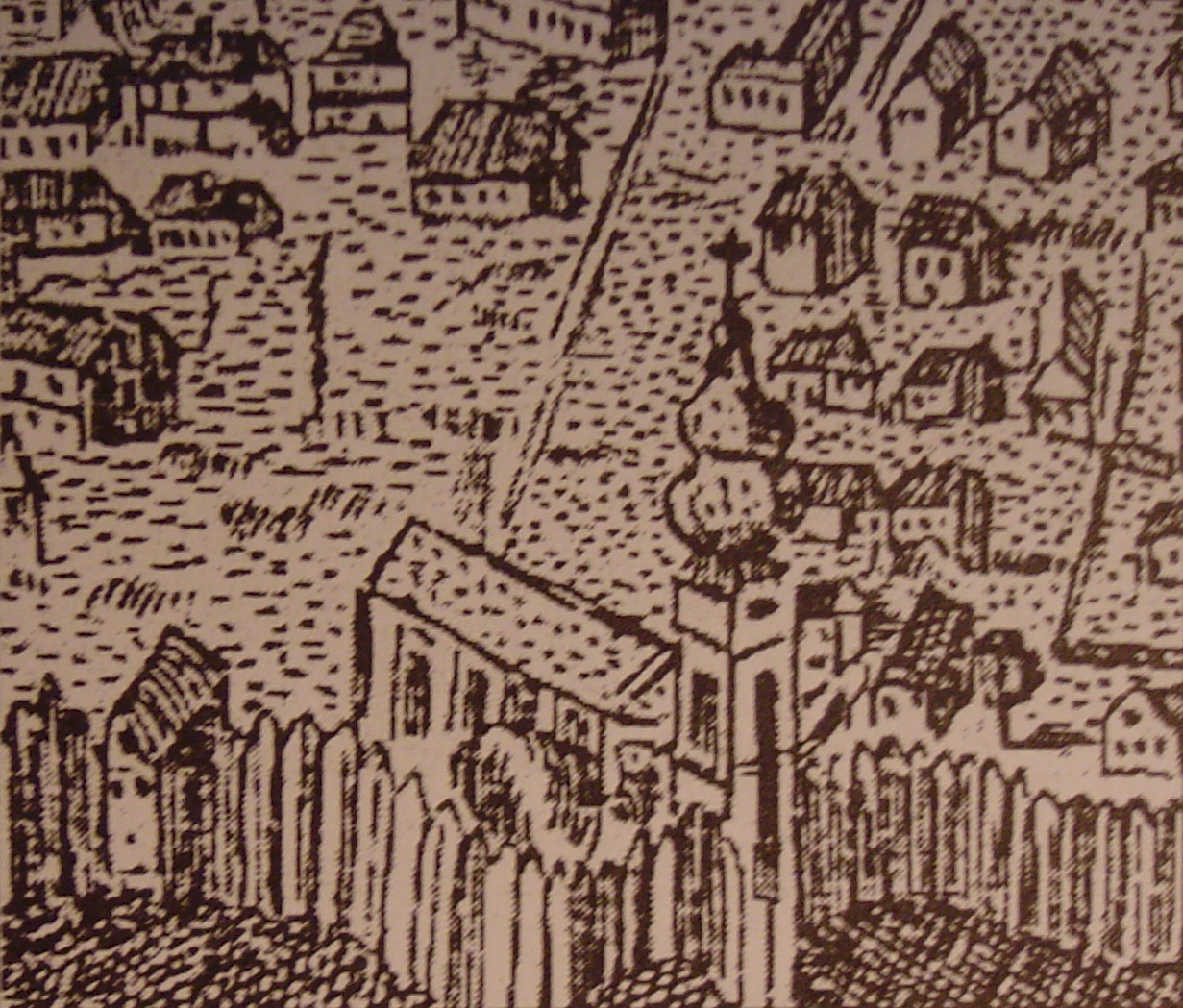
Le monastère sur une gravure des années 1780

À la fin XVIIIe siècle, les autorités de Zemun effectuèrent plusieurs tentatives infructueuses pour expulser les Franciscains du couvent, ainsi qu'en atteste un document daté de 1787 dans lequel le Magistrat de la ville (le maire) exigeait que les lieux soient transformés en hôpital militaire.
Le 1er août 1790, l'église et le couvent furent touchés par la foudre, ce qui provoqua un incendie qui ravagea les bâtiments. Les travaux de restauration durèrent 40 ans et, si les religieux revinrent s'y installer en 1807, le clocher de l'église ne fut reconstruit qu'en 1838.
À la fin du XIXe siècle et au début du XXe siècle, le couvent abrita deux écoles ; l'une était un établissement public où les cours étaient dispensés en allemand, l'autre un établissement privé où l'enseignement se faisait en serbe.

## DuXXesiècleà nos jours

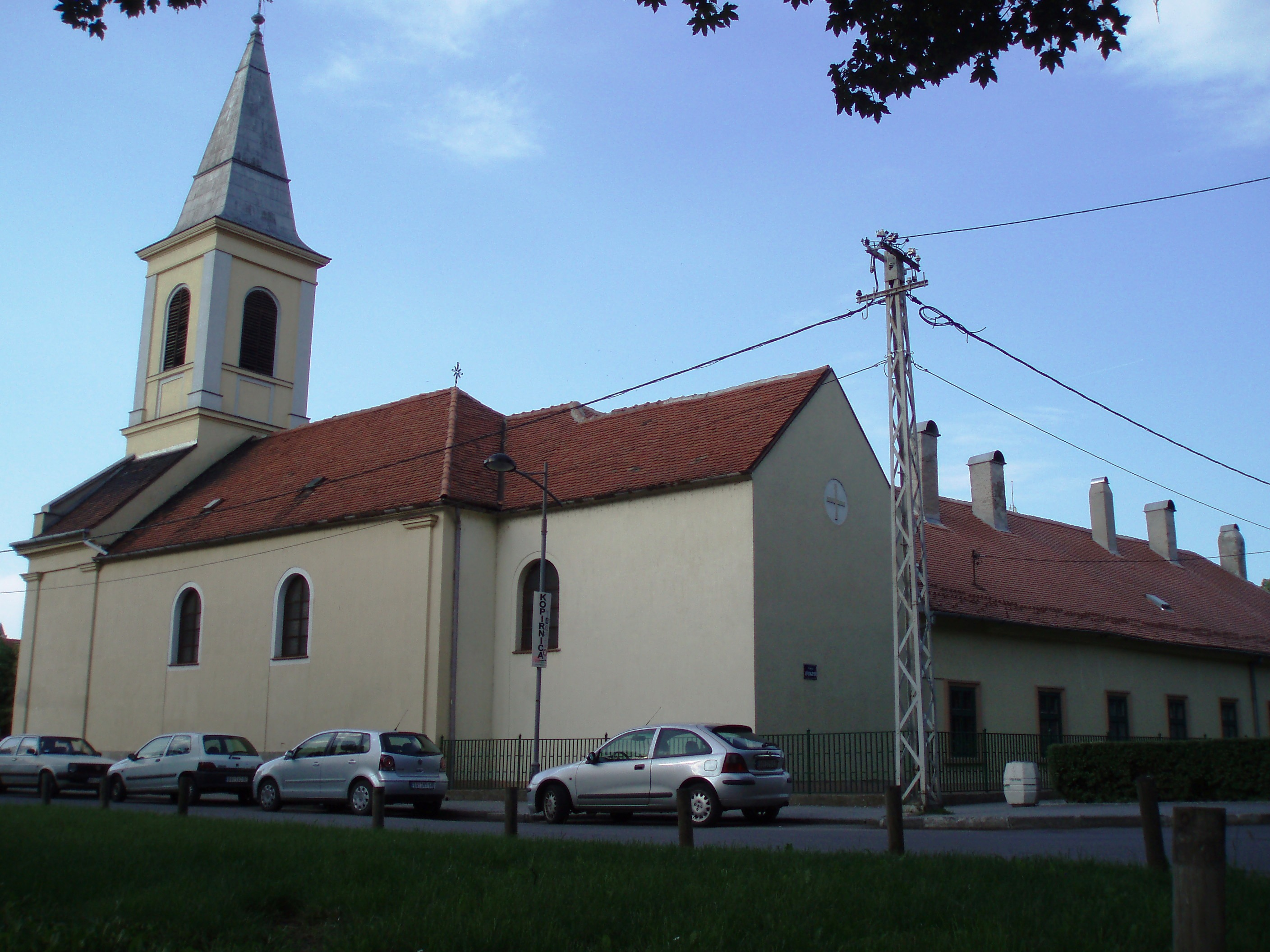
L'église et le couvent

De 1971 à 2004, l'église du monastère a été le siège de la paroisse catholique Saint Jean de Capistran de Novi Beograd. Après une tentative infructueuse des autorités religieuses pour construire une nouvelle église à Novi Beograd, la paroisse a été restituée à l'évêque de Đakovo-Syrmie le 23 octobre 2004.
Dans les années 1990, le couvent a recueilli près de 6 000 livres et œuvres d'art provenant de Vukovar, une zone qui, à l'époque, était touchée par la guerre. À la même époque, le monastère était sali par des graffiti et ses fenêtres régulièrement brisées.
À la suite de modifications dans les régions administratives de l'Église catholique, depuis 2008, l'église et le couvent relèvent du diocèse de Syrmie dans l'archidiocèse de Đakovo-Osijek. Le monastère abrite la croix sous la protection de laquelle les Franciscains ont fui Belgrade en 1739, ainsi qu'une copie de l'image de Notre Dame de Czestochowa.

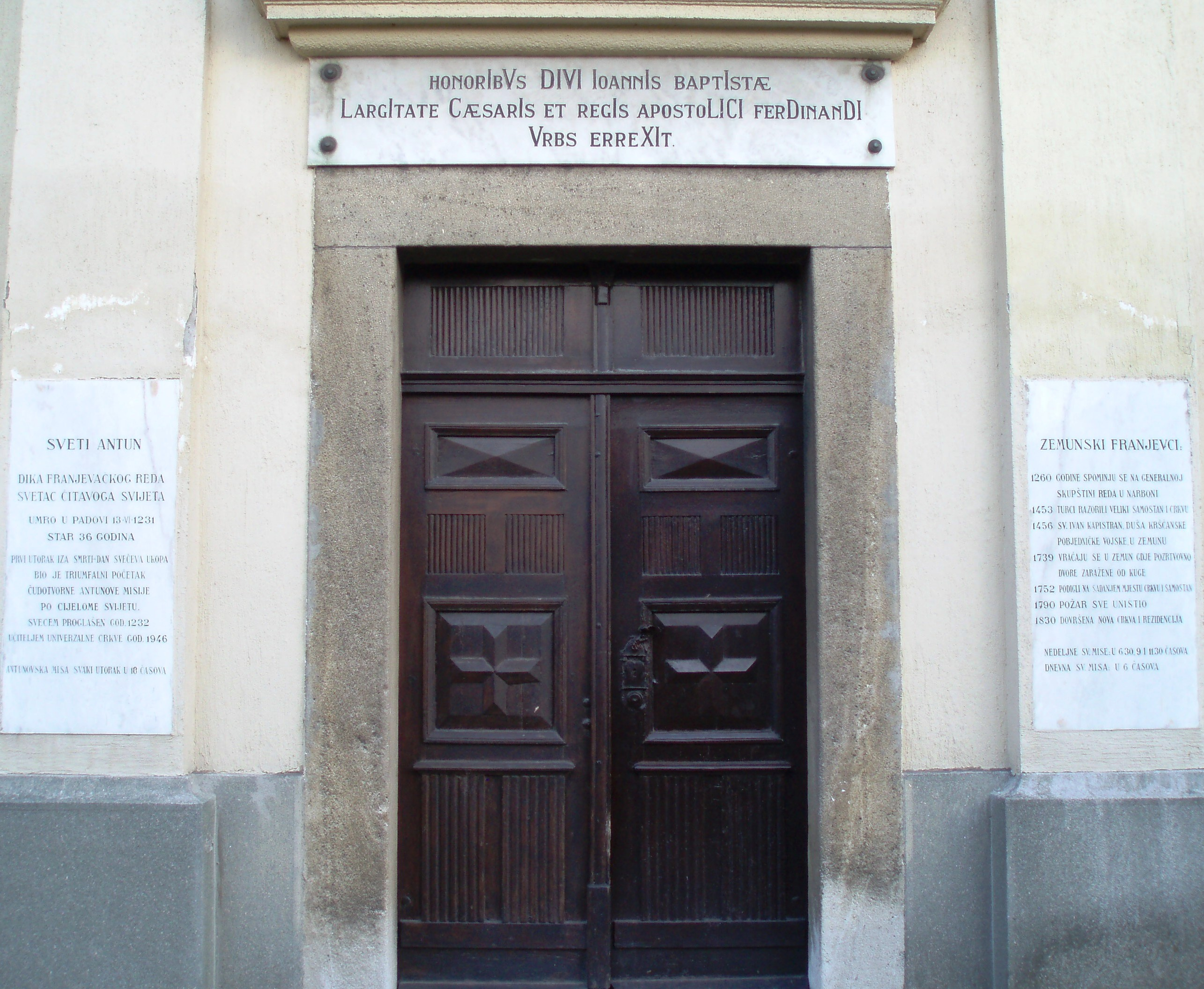
Le portail d'entrée du couvent